# Jardol
Jardol je naseljeno mjesto u općini Vitez, Federacija Bosne i Hercegovine, BiH.

## Stanovništvo

### 1991.
Nacionalni sastav stanovništva 1991. godine, bio je sljedeći:
ukupno: 717
- Hrvati - 644
- Muslimani - 28
- Srbi - 3
- Jugoslaveni - 13
- ostali, neopredijeljeni i nepoznato - 29

### 2013.
Nacionalni sastav stanovništva 2013. godine, bio je sljedeći:
ukupno: 590
- Hrvati - 540
- Bošnjaci - 41
- Srbi - 3
- ostali, neopredijeljeni i nepoznato - 6

## Šport
- NK Jardol PC 96